# Regine Günther

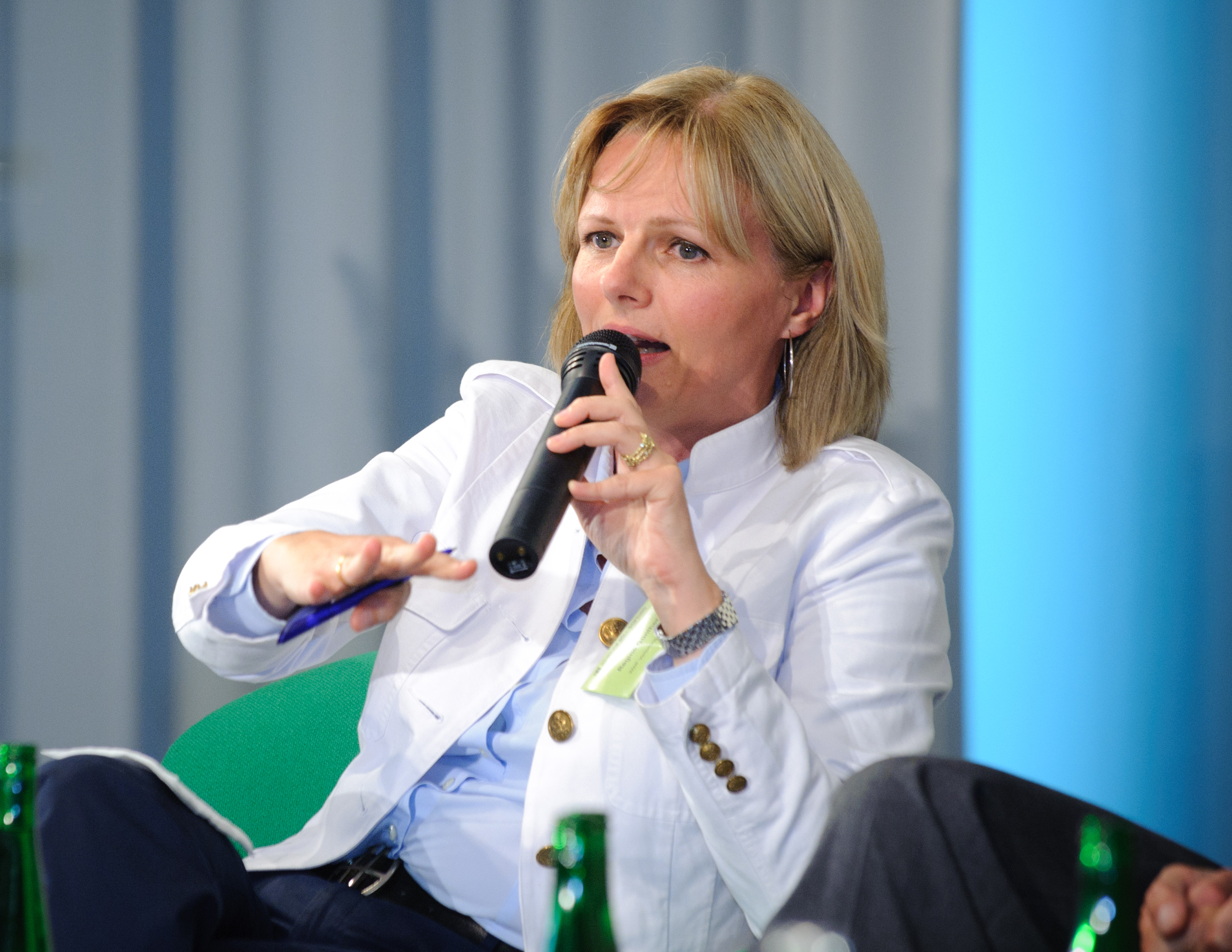
Regine Günther (2010)

Regine Günther (* 26. Dezember 1962 in Kaiserslautern) ist eine deutsche Politikerin (Bündnis 90/Die Grünen). Vom 8. Dezember 2016 bis 21. Dezember 2021 war Günther Senatorin für Umwelt, Verkehr und Klimaschutz im Berliner Senat. Zuvor leitete sie 16 Jahre lang als Direktorin den Fachbereich Klimaschutz und Energie des WWF Deutschland. Danach war sie Generaldirektorin Politik und Klima der Organisation und Interim Climate and Energy Practice Leader von WWF International.

## Leben
Günther machte 1982 Abitur und studierte politische Wissenschaft sowie mittlere und neuere Geschichte in Heidelberg. In Madrid absolvierte sie ein Auslandssemester und schloss dann 1990 ihr Studium als Diplom-Politologin an der Freien Universität Berlin ab. Von 1995 bis 1998 war sie bei der Berliner Energieagentur beschäftigt, seit 1999 ist sie für den WWF Deutschland tätig. Günther gilt als ausgewiesene Expertin für nationale und internationale Klimaschutzpolitik. Im Juni 2019 trat sie der Partei Bündnis 90/Die Grünen bei.
Von 2016 bis 2021 war Günther Senatorin für Umwelt, Verkehr und Klimaschutz im Berliner Senat. Im Rahmen ihrer Tätigkeit als Senatorin war Günther Mitglied im Aufsichtsrat der Berliner Verkehrsbetriebe BVG und des landeseigenen Energienetzbetreibers „Berlin Energie“. Im Nachgang der Wahl zum Abgeordnetenhaus von Berlin 2021 kündigte sie Ende Oktober 2021 an, aus familiären Gründen nicht mehr für das Amt zur Verfügung zu stehen. Mit dem Amtsantritt des Senats Giffey am 21. Dezember 2021 schied sie aus dem Amt aus.
Günther lebt seit 1986 in Berlin. Sie ist verheiratet und hat eine erwachsene Tochter.

## Politische Positionen
Regine Günther hat sich in ihrer Amtszeit das Ziel gesetzt, die Mobilitätswende in Berlin einzuleiten Im Zentrum der Verkehrspolitik ab 2016 stand die Reduktion von Treibhausgasemissionen, eine gerechte Flächenverteilung zugunsten von Rad-, Fußverkehr und ÖPNV, mehr Verkehrssicherheit, sowie die Verbesserung der lokalen Luftqualität. Hierzu wurde eine Vielzahl von Gesetzen, Initiativen und Programmen erarbeitet. Hierzu gehört auch die Verabschiedung von Deutschlands erstem Mobilitätsgesetz. Die langfristige Entwicklung einer Mobilitätswende wurde zudem in grundlegenden Planwerken wie dem Nahverkehrsplan, Stadtentwicklungsplan Mobilität und Verkehr sowie dem Radverkehrsplan festgeschrieben. Die Investitionen in den Ausbau des ÖPNV und der Radinfrastruktur Berlins wurden deutlich erhöht.
Auf Initiative von Regine Günther hat der Berliner Senat im Dezember 2019 als erstes deutsches Bundesland die Klimanotlage anerkannt und diesen Beschluss im Juni 2021 mit einem umfangreichen Maßnahmenplan untersetzt, der verstärkte Klimaschutzmaßnahmen in den Bereichen Gebäude, Verkehr und Energieversorgung sowie öffentliche Einrichtungen und Unternehmen umfasst.
Ebenfalls auf Initiative von Regine Günther hat der Senat im Februar 2021 eine Novelle des Berliner Energiewendegesetz vorgelegt, das nach seiner Verabschiedung im Abgeordnetenhaus von Berlin Anerkennung für seine verschärften Klimaschutzziele (insbesondere die Klimaneutralität Berlins bis 2045) fand.
Im Zuge der Corona-Pandemie wurden ab März 2020 in Berlin sogenannte Pop-Up-Radwege angelegt, mit denen in kurzer Zeit temporäre Radverkehrsinfrastruktur geschaffen wurde, die in den Folgemonaten zu regulären Radwegen verstetigt wurden. Dieses Vorgehen fand, auch international, viele Nachahmer.

## Rezeption
Ausgelöst vom Volksentscheid Fahrrad wurde unter ihrer Ägide im Juni 2018 in Berlin das erste Mobilitätsgesetz Deutschlands verabschiedet, das mit seinen genauen Vorgaben und Zielen als vorbildhaft gilt.
Im Dezember 2018 wurde Regine Günther vielfach kritisiert, weil sie ihren Staatssekretär Jens-Holger Kirchner trotz dessen Krebserkrankung in den einstweiligen Ruhestand versetzte, um ihre Verwaltung wieder funktionsfähig zu machen.
„Wir möchten, dass die Menschen ihr Auto abschaffen“ sagte Günther im Februar 2019 in einer Rede. Die Aussage wurde häufig zitiert und von verschiedenen Medien kritisiert, weil die Senatorin einen Dienstwagen mit Chauffeur nutzt und auch privat meistens mit dem Auto unterwegs ist.
Im Juni 2019 geriet sie in die Kritik, weil sie zum 70. Jahrestag der Berliner Luftbrücke eine Landung von 20 „Rosinenbombern“ auf dem Rollfeld des ehemaligen Flughafen Berlin-Tempelhof ablehnte.
Im Juli 2019 wurde Regine Günther für ihre Vereinbarung mit dem Dualen System kritisiert, weil sie gegen den Willen des Berliner Abgeordnetenhauses die Abschaffung eines Drittels der leichter erreichbaren Altglas-Tonnen in den Innenhöfen und im Gegenzug die Aufstellung weiterer Straßen-Iglus mit getrennter Sortierung nach Weiß-, Grün- und Braunglas veranlasste. Die aktuellen gesetzlichen Regelungen lassen eine alternative Vorgehensweise jedoch nicht zu.

## Veröffentlichungen
- Kein Klimaschutz ohne Märkte. Zur Effizienz des Emissionshandels. In: Bernhard Vogel (Hrsg.): Klima im Wandel (= Konrad-Adenauer-Stiftung [Hrsg.]: Die Politische Meinung. Nr. 451). 8. Juni 2007, S. 23–26 (kas.de [PDF; 261 kB; abgerufen am 13. November 2018] Memento im Internet Archive).